# Neófito V de Constantinopla
Neófito V de Constantinopla (em grego: Νεόφυτος Ε΄; m. 1711) foi patriarca ecumênico de Constantinopla por uns poucos dias em 1707.

## História
Neófito foi nomeado bispo metropolitano de Heracleia Perinto em 15 de maio de 1689. Os bispos e os leigos o elegeram patriarca em 20 de outubro de 1707, mas ele não foi confirmado pelo sultão otomano Amade III, que reservava para si o direito de confirmar a eleição como fazia o antigo imperador bizantino. Assim, Neófito foi deposto em cinco dias e permaneceu metropolitano de Heracleia até 1711, o provável ano de sua morte.